# Jerzy Zawieyski
Jerzy Zawieyski, născut Henryk Nowicki, (n. 2 octombrie 1902, Radogoszcz⁠(d), Warsaw Governorate-General⁠(d), Imperiul Rus – d. 18 iunie 1969, Varșovia, Polonia) a fost un dramaturg polonez, prozator, activist politic catolic și actor amator de teatru. A scris romane psihologice, sociale, morale și istorice, piese de teatru, povestiri, eseuri și memorii.
Ca secretar al Societății Universităților Muncitorești (Towarzystwo Uniwersytetu Robotniczego, TUR), a realizat lucrări pentru mișcarea educațională și teatrală a muncitorilor. Apoi a fost activist al Uniunii Tinerilor de la Țară (Związek Młodzieży Wiejskiej, ZMW. În timpul ocupației germane a Poloniei, Jerzy Zawieyski a activat în mișcarea culturală clandestină.

## Biografie

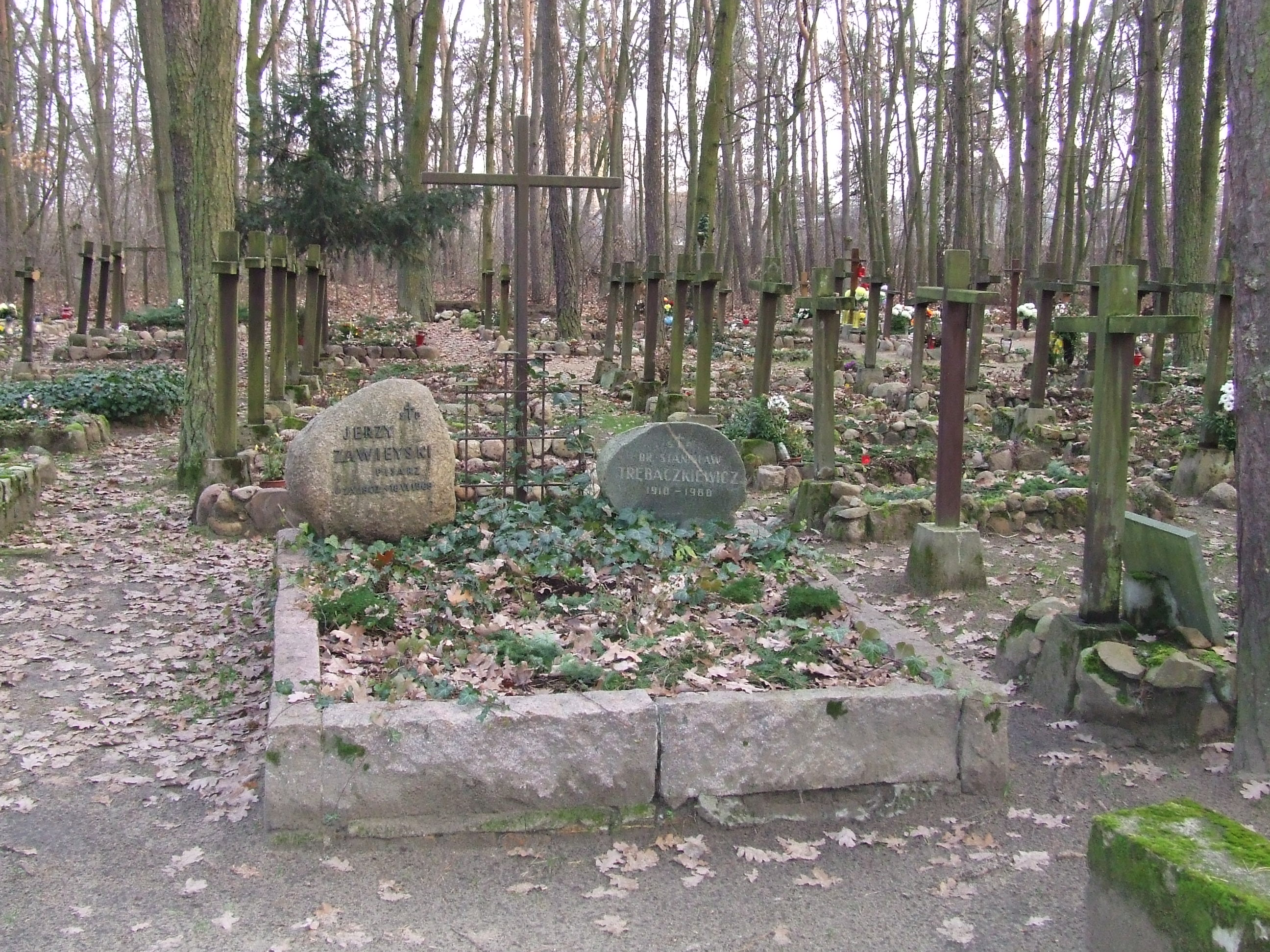
Mormântul lui Jerzy Zawieyski și al partenerului său Stanisław Trębaczkiewicz.

În 1921 Zawieyski a debutat cu o colecție de poezii (Strzępy) sub pseudonimul Konar-Nowicki. În 1926 a absolvit Școala de Teatru din Cracovia. Din 1926 până în 1928 a fost actor al Teatrului Reduta și editor al revistei Teatr Ludowy. Din 1929 până în 1931, a locuit în Franța, unde a lucrat ca instructor al grupurilor de teatru de amatori ale diasporei polone. După revenirea a în Polonia, până în 1939, a lucrat ca director al Instytut Teatrów Ludowych (Institutul Teatrelor Populare) și ca actor și manager literar al Teatrului Ataneum. În tinerețe Zawieyski a fost ateu și nu s-a convertit la catolicism până în anii 1930.
După al doilea război mondial, Zawieyski a lucrat ca lector la Universitatea Catolică din Lublin (Katolicki Uniwersytet Lubelski, KUL). A co-fondat Clubul de informații catolice (Klub Inteligencji Katolickiej), al cărui președinte a fost până în 1957. A fost membru al comitetelor editoriale ale revistelor Tygodnik Powszechny (din 1946 până în 1952 și din nou din 1956) și Znak (1946-1951 și din 1957). În 1949 a fost premiat de episcopia poloneză. În 1957-1969 a fost membru al Seimului al Republicii Populare Polone. În perioada 1957–1968 a fost membru al Consiliului de Stat polonez. În Criza politică din Polonia din 1968, Jerzy Zawieyski și micul grup parlamentar al deputaților catolici Znak condus de acesta i-a apărat deschis pe studenții care au fost bătuți de forțele de securitate.
Zawieyski a fost homosexual. În 1933 l-a cunoscut pe Stanisław Trębaczkiewicz, în timpul unui curs de formare a profesorilor din Wymyśl. Trębaczkiewicz, care era cu opt ani mai tânăr, a fost mai târziu doctor în psihologie, lector și cercetător la Universitatea Catolică din Lublin. S-au îndrăgostit și au trăit împreună până la moartea lui Zawieyski, în 1969. Ambii, în conformitate cu dorințele lor, sunt îngropați în același mormânt din cimitirul Laski de lângă Varșovia.

## Lucrări notabile
Romane
- Gdzie jesteś, przyjacielu (1932)
- Daleko do rana (1932)
- Droga do domu (1946)
- Wawrzyny i cyprysy (1966)
- Konrad nie chce zejść ze sceny (1966)

Teatru
- Dyktator Faust
- Powrót Przełęckiego
- Mąż doskonały
- Rozdroże miłości
- Rzeka niedoli (1953)
- Tyrteusz
- Pożegnanie z Salomeą
- Ocalenie Jakuba
- Wysoka ściana
- Masław
- Rycerze świętego Graala (1927)
- Ślepa ulica
- Lai znaczy jaśmin
- Dzień sądu
- Pieśń o nadziei
- Miecz obosieczny
- Każdy

Povestiri
- Romans z ojczyzną (1963)

Eseuri
- Próby ognia i czasu (1958)
- Pomiędzy plewą i manną (1971)
- Droga katechumena (1971)

Scenarii de film
- Adevăratul sfârșit al războiului (1957)
- Odwiedziny prezydenta (1961)

Memorii
- Dobrze, że byli (1974)
- Kartki z dziennika 1955-1969 (1983)